# ایچیکا اوساکی
ایچیکا اوساکی ((به ژاپنی: 尾碕 真花 Ichika Osaki)؛ زادهٔ ۲ دسامبر ۲۰۰۰) رقص اهل ژاپن است. وی از سال ۲۰۱۲ میلادی تاکنون مشغول فعالیت بوده است.
از فیلم‌ها یا برنامه‌های تلویزیونی که وی در آن نقش داشته است می‌توان به ۱۳ ارباب شوگون اشاره کرد.